# Zingiber caudatum
Zingiber caudatum là một loài thực vật có hoa trong họ Gừng. Loài này được Thongam Biseshwori và Konsam Bipin miêu tả khoa học đầu tiên năm 2018.

## Mẫu định danh
Mẫu định danh: Bipin IBSD/Z–139 cây trồng ngày 20 tháng 3 năm 2014 tại Viện Tài nguyên Sinh học và Phát triển Bền vững (IBSD) ở Imphal, bang Manipur, Ấn Độ. Mẫu holotype lưu giữ tại Trung tâm Khu vực miền Đông của Cục Khảo sát Thực vật Ấn Độ tại Shillong, Meghalaya (ASSAM); mẫu isotype lưu giữ tại IBSD. Nguyên thu thập ngày 14 tháng 3 năm 2014 ở cao độ 161 m tại Rono Hills, bang Arunachal Pradesh ở tọa độ 27°7′2,16″B 93°44′3,6″Đ / 27,11667°B 93,73333°Đ.

## Từ nguyên
Tính từ định danh caudatum (giống đực: caudatus, giống cái: caudata) là tiếng Latinh có nghĩa là đuôi, ở đây để nói tới đỉnh các lá bắc hình đuôi dài của loài này.

## Phân bố
Loài này có tại bang Arunachal Pradesh, đông bắc Ấn Độ. Môi trường sống là trong rừng thường xanh hỗn hợp trên đất cát sẫm màu được che phủ bằng đất mùn và lá rụng, ở cao độ 150–600 m. Mọc dưới dạng bụi rậm trong rừng tre, gắn với các loài dương xỉ và các loài cỏ khác.

## Mô tả
Cây thảo lâu năm lá sớm rụng, cao đến 75 cm. Thân rễ đường kính ~1,5–2,5 cm, vỏ màu trắng nâu vàng nhạt, ruột màu trắng với 2 vòng đồng tâm, vòng trong đường kính ~12 mm, vòng ngoài rộng 3 mm; rễ nhiều, mọng, đường kính ~5 mm, thon búp măng ở đỉnh. Chồi lá mọc thẳng đứng, 9–10 lá, thân giả đường kính ~1,52 cm; bẹ không phiến lá màu xanh lục, có lông tơ, bẹ lá màu xanh lục, hơi có lông tơ màu trắng; cuống lá tiêu giảm thành gối, có lông tơ; lưỡi bẹ dài ~6 mm, 2 thùy, đỉnh thuôn tròn, màu lục sáng, như lụa, mép có lông; phiến lá thuôn dài-hình elip, 28–30 × 9–11 cm, mặt gần trục màu xanh lục sáng, nhẵn nhụi, uốn nếp, mặt xa trục màu xanh lục sáng hoặc đỏ ở các chồi mới, dạng lụa, đáy hình nêm, đỉnh nhọn thon. Cụm hoa từ rễ, phủ phục, 2–3 mỗi cây; cuống dài ~1,5–15 cm, đường kính ~1 cm, màu trắng, nhẵn nhụi, bẹ gốc 3–5, hình trứng ngược, màu ánh xanh lục hoặc ánh đỏ, có lông tơ; cành hoa bông thóc hình trứng hẹp, ~6–7 × 2 cm, gồm ~12 lá bắc, mỗi lá hỗ trợ một hoa; lá bắc hình trứng hẹp, dạng thuyền, xếp lợp, ~4–5,5 × 0,3–0,5 cm, đỉnh không xếp lợp, hình đuôi, màu xanh lục hoặc nâu với các đốm đỏ, mặt ngoài như lụa, mặt trong nhẵn nhụi; lá bắc con hình trứng hẹp, ~3 × 0,5 cm, màu ánh xanh lục nửa trong mờ, mặt ngoài có lông tơ, mặt trong nhẵn nhụi. Hoa dài 6−7 cm; đài hoa hình ống, ~1,5 cm với đường chẻ một bên, màu trắng nửa trong mờ, đỉnh 3 răng, ánh màu đỏ, có lông tơ che phủ hoàn toàn; ống tràng hoa thanh mảnh, thò ra ngoài lá bắc, dài 3–3,5 cm, màu trắng, mặt ngoài thưa lông tơ, mặt trong nhẵn nhụi; thuỳ tràng lưng hình trứng hẹp, ~3 × 0,5 cm, màu trắng kem nửa trong mờ, đỉnh nhọn với ánh màu hồng; các thùy bên hình trứng hẹp, ~2,3 × 0,4 cm, trải dài ra ngoài cánh môi, đỉnh nhọn, màu trắng nửa trong mờ; cánh môi hình trứng ngược, ~2,2 × 0,7 cm, thu hẹp về phía đáy, uốn lệch xuống ở nửa trên, tổng thể màu trắng, che phủ nhiều với mẫu màu hồng cánh sen sẫm ở hai phần ba phía trên về phía đỉnh, màu trắng thể hiện qua các đốm, mép trắng, hơi gợn sóng, không đều, đỉnh màu trắng, thuôn tròn đến có khía răng cưa, nhị lép bên hình tam giác nhọn hẹp, ~5−6 × 1 mm, cong, bị thùy tràng lưng che khuất, màu trắng, đỉnh nhọn. Nhị dài ~2,1 cm, màu trắng với các sọc màu hồng cánh sen sáng trên mặt xa trục trên mào bao phấn; chỉ nhị không phát triển; bao phấn dài ~10 mm, mô vỏ bao phấn thẳng, ~10 × 1 mm, màu trắng kem, nứt toàn bộ, phấn hoa màu trắng kem; mào bao phấn hình mỏ, ~0,9 × 1 mm; vòi nhụy hình chỉ, dài ~6,5 cm, màu trắng, nhẵn nhụi; đầu nhụy màu trắng, lỗ nhỏ có lông rung; tuyến trên bầu dài 2, 4 mm, thẳng, màu trắng kem. Bầu nhụy hình trụ, 5 × 3 mm, có lông nhung với lông mềm màu nâu, 3 ngăn với kiểu đính noãn trung tâm; không thấy quả. Ra hoa từ tháng 8 đến tháng 10. Hoa nở vào buổi sáng và khép lại trong vòng 24 h.
Tương tự như Z. bipinianum ở chỗ có thân rễ bò lan, cụm hoa mọc từ thân rễ với cuống cụm hoa chìm trong lòng đất, hoa màu trắng với cánh môi màu tía ánh đỏ; nhưng khác với Z. bipinianum ở chỗ thân giả màu xanh lục ở đáy, cuống lá tiêu giảm, lưỡi bẹ với đỉnh tròn, cành hoa bông thóc hình trứng gồm các lá bắc xếp chặt với đỉnh hình đuôi không xếp lợp, đài hoa 3 răng, cánh môi hình trứng ngược hẹp và có lông tơ che phủ toàn bộ, nhị lép hình tam giác nhọn, bao phấn màu trắng kem, bầu nhụy có lông tơ màu nâu so với thân giả màu xanh lục ánh tía, cuống lá ngắn, lưỡi bẹ ngắn với đỉnh nhọn, cành hoa bông thóc hình elipxoit gồm các lá bắc xếp lợp, đài hoa nhẵn nhụi màu trắng kem với 2 răng, cánh môi hình mác-hình trứng, các nhị lép bên rời, bao phấn màu vàng kem và bầu nhụy có lông tơ màu trắng ở Z. bipinianum.